# Fausto Poli
Fausto Poli (Usigni, 17 febbraio 1581 – Orvieto, 7 ottobre 1653) è stato un cardinale e arcivescovo cattolico italiano.

## Biografia
Nacque a Usigni di Poggiodomo (PG) il 17 febbraio 1581, da Sisinio e Polidora, membri di un'agiata famiglia locale. Fu ordinato presbitero nel 1602 dal cardinale Alfonso Visconti, vescovo di Spoleto, il quale lo tenne al suo servizio fino all'anno della sua morte, avvenuta nel 1608. In quell'anno Poli ebbe la sorte di offrire i suoi servizi al cardinale Maffeo Barberini, da poco nominato nuovo vescovo di Spoleto. Da quel momento cominciò l’ascesa del giovane e abile sacerdote della Valnerina, tanto più che Maffeo Barberini, divenuto papa con nome di Urbano VIII nel 1623, lo volle portare con sé a Roma. Considerandolo ormai un suo uomo di fiducia, gli assegnerà incarichi sempre più rilevanti, tanto che la sua carriera ecclesiastica farà un evidente salto di qualità. Nel 1633 fu nominato arcivescovo, e pochi mesi dopo fu consacrato arcivescovo titolare di Amasea in partibus dal cardinale Antonio Barberini, fratello di Urbano VIII. Nel concistoro del 13 luglio 1643 fu elevato al rango di cardinale sempre da papa Urbano VIII, e gli fu assegnato il titolo di San Crisogono. L'anno successivo, il 23 maggio 1644, fu nominato arcivescovo di Orvieto, succedendo al cardinale Pier Paolo Crescenzi. Questo fu l'ultimo atto di riconoscenza da parte di Urbano VIII, in quanto il pontefice morì pochi mesi dopo, il 29 luglio 1644. Il cardinal Poli partecipò al conclave del 1644 che elesse come nuovo papa Innocenzo X, quindi si ritirò nella sua diocesi. Morì all'età di 72 anni, il 7 ottobre 1653, ad Orvieto, e fu sepolto per suo volere nella Basilica di San Crisogono a Roma.

### Interesse per la sua terra di origine
Il cardinale dimostrò sempre un grande legame con la sua terra di origine: grazie ai suoi incarichi, tra cui anche quello di Canonico e Vicario della Basilica di S. Pietro, poté conoscere i più importanti artisti dell'epoca, ai quali commissionò varie opere che arricchirono non solo il suo paese natale, ma anche tutto il territorio circostante. Ad Usigni fece realizzare importanti opere edilizie, come il restauro del palazzo di famiglia (Palazzo Poli), la costruzione di una cisterna in pietra recante sulla base il suo scudo araldico, e la costruzione della Chiesa di San Salvatore, che egli commissionò nel 1630 e al cui progetto dovettero prendere parte architetti del calibro di Gian Lorenzo Bernini e Francesco Borromini, insieme ai loro più stretti collaboratori, tra cui, probabilmente, il ticinese Domenico Castelli. La chiesa fu solennemente consacrata dal cardinale nel 1645. Tra il 1630 e il 1641, grazie anche al suo interessamento, furono riattivate le miniere di ferro di Scheggino e Monteleone, le uniche attive nello Stato Pontificio durante il XVII secolo.

### La devozione per Santa Rita da Cascia
Se oggi il culto di Santa Rita da Cascia è diffuso in tutto il mondo, è merito anche del forte impulso che il cardinale Fausto Poli profuse nel perorare la causa di beatificazione di Rita presso il suo protettore, il pontefice Urbano VIII. La beatificazione della Santa, infatti, avvenne nel 1626. Il cardinale finanziò con cinquecento scudi la trasformazione della Casa Maritale di Santa Rita, a Roccaporena, in una cappella che fu aperta al culto nel 1629. Al suo interno si trova un altare dedicato alla Santa, sormontato da un dipinto del pittore napoletano Luca Giordano (XVII secolo) raffigurante Santa Rita che riceve il dono della spina.

## Genealogia episcopale e successione apostolica
La genealogia episcopale è:
- Cardinale Guillaume d'Estouteville, O.S.B.Clun.
- Papa Sisto IV
- Papa Giulio II
- Cardinale Raffaele Sansone Riario
- Papa Leone X
- Papa Paolo III
- Cardinale Francesco Pisani
- Cardinale Alfonso Gesualdo di Conza
- Papa Clemente VIII
- Cardinale Pietro Aldobrandini
- Cardinale Laudivio Zacchia
- Cardinale Antonio Barberini, O.F.M.Cap.
- Cardinale Fausto Poli

La successione apostolica è:
- Cardinale Camillo Melzi (1636)
- Vescovo Pietro Gaudenzi (1636)
- Vescovo Giovanni Battista Carcarasio (1638)
- Vescovo Dionisio Bussotti, O.S.M. (1638)
- Vescovo Fabio Magnesi (1638)
- Vescovo Agostino Ferentillo (1638)
- Cardinale Girolamo Grimaldi-Cavalleroni (1641)
- Vescovo Ascanio Cassiani (1642)
- Vescovo Giovanni Domenico Moroli, O.S.B. (1642)
- Vescovo Gaudenzio Poli (1643)
- Vescovo Andrea Borgia (1643)
- Arcivescovo Alfonso Castiglion Morelli (1643)